# 豚カツ

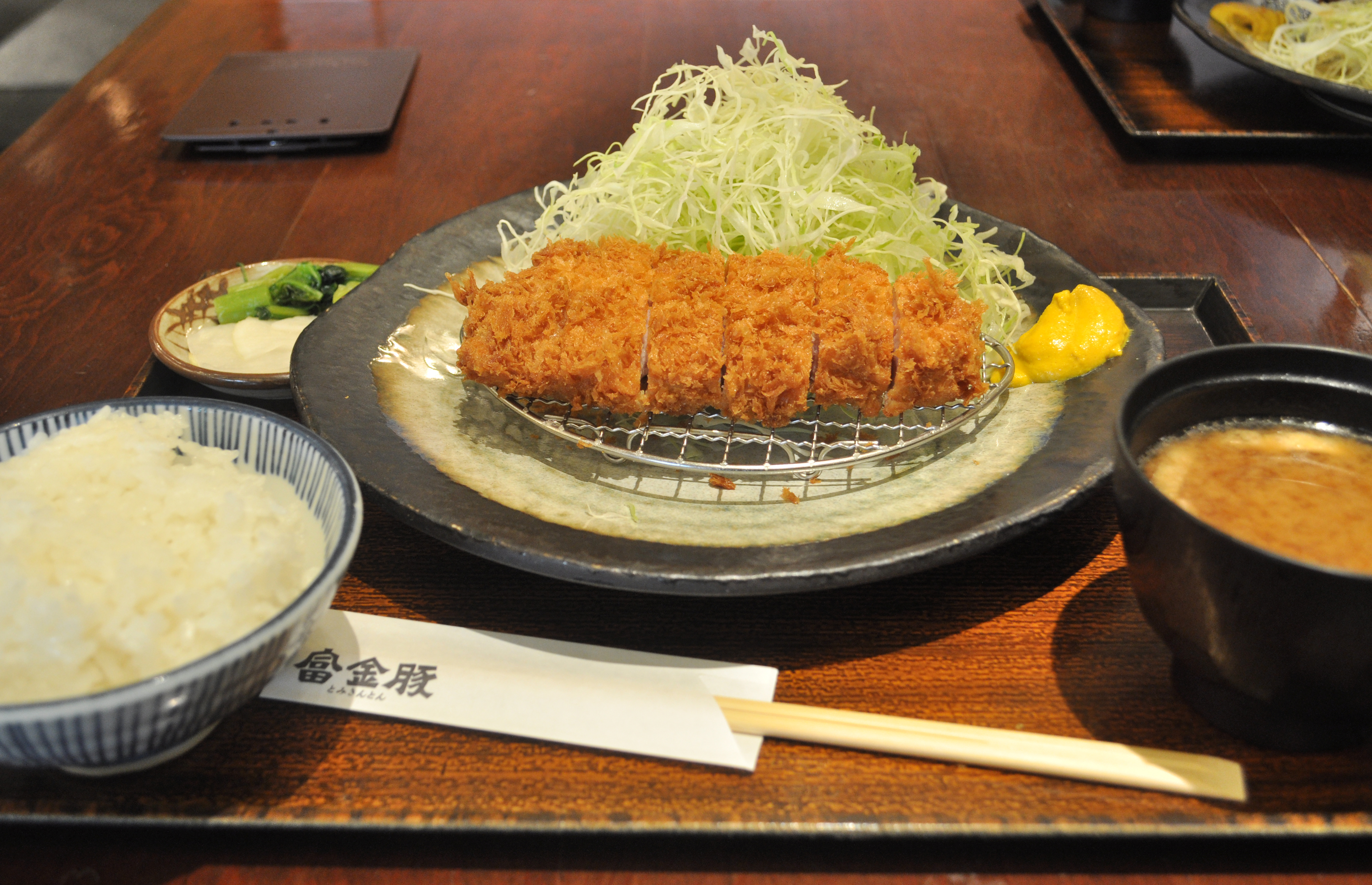
豚カツの定食

豚カツ（とんかつ）は、厚みのある豚のロースやヒレのスライス肉を、小麦粉・溶き卵・パン粉をまとわせて食用油で揚げた日本料理である。表記は、「とんかつ」・「とんカツ」・「トンカツ」・「豚カツ」など様々である。単に「カツ」と書かれることもある。カツはカツレツの略である。

## 概要
カツレツとの違いは、フライの調理法をとるカツレツに対し、ディープ・フライの調理法をとることにある。油にどっぷりと浸して揚げるディープ・フライは、加熱時に外気に触れるフライに比べ肉に含まれる水分の蒸発が少ないため、しっとりと柔らかな食感に仕上がる。

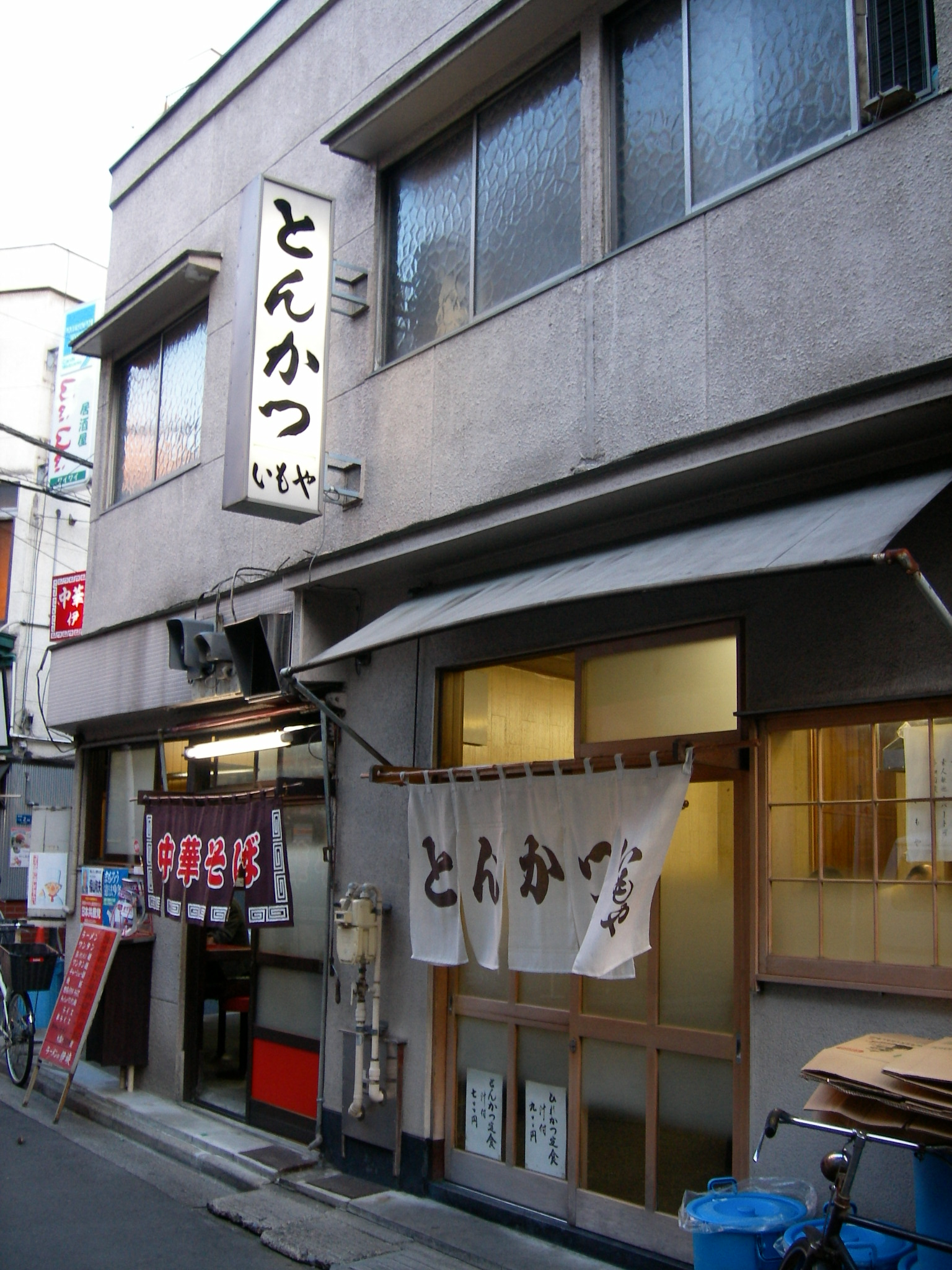
とんかつ屋の例（東京・神保町）

現在「とんかつ専門店」の多くは、茶碗飯・味噌汁・香の物をセットにした和食のスタイルで「とんかつ」を提供している。
とんかつを調味するために、とんかつソース、ゴマ（すり鉢ですり、ソースに混ぜる食べ方が推奨される店もある）、辛子、塩などが添えられることもある。しかしながら店や地域によっては、ライスを平皿盛りし、とんかつソースではなくデミグラスソースをかけて供するなど、洋食のスタイルを残している例も少なくない。
肉の部位はロースとヒレのどちらかを選択できる店が多い。用いられた部位によりそれぞれロースカツ、ヒレカツと呼ばれる。豚かつに添えられることの多い生キャベツの千切りは、消化吸収を助け、ビタミンUを摂取できて有意義である。

## 歴史

### 発祥
豚カツという名称の由来は、“豚”の音読みの「トン」と、フランス料理の"côtelettes"（コートレットの英語読みであるカットレット cutlet）の組み合わせから。
1899年（明治32年)に東京市・銀座の洋食店「煉瓦亭」において「ポークカツレツ」という豚カツに通じる名称で豚肉をディープ・フライで揚げるという調理方法が見られる。洋食店「ポンチ軒」で現在の豚カツと同様の調理方法が1929年（昭和4年）に登場する。ここから「ポンチ軒」のコックであった島田信二郎が考案者とされることが多いが、「トンカツ」という名称は屋台料理などですでに存在しており、また調理法も1921年（大正10年）に「王ろじ」により先鞭をつけられているとの説もあるなど、未だ発祥店を特定するのは困難である。

### 外食店
- 1890年(明治23年)に発行された観光ガイド「時事新報 東京案内」に豚のカツレツについての記述があるが、それ以前から豚のカツレツは存在した可能性がある[6]。
- 1899年（明治32年）、「煉瓦亭」が「豚肉のカツレツ」（「ポークカツレツ」）をメニューに載せた。それまでのカツレツと違い、牛肉でなく豚肉を使い、ソテー（炒め揚げ）ではなく天ぷらのように大量の油で揚げ（ディープ・フライ）、温野菜のかわりに生キャベツの千切りを添えて提供した[注釈 1]。西洋人だけではなく日本人の客に受け入れられることを目論んで作った料理で、人気となった[要出典]。
- 1911年（明治44年）永井荷風の随筆「銀座」[7][8]では露店で供される「トンカツ」について触れられている[9]。また高村光太郎の1912年（大正元年）の詩「夏の夜の食欲」[10]にも「トンカツ」への言及を見ることができる[11]。
- 1910年代（大正初期）、上野松坂屋の脇での屋台営業であった「蓬莱屋」が、ヒレ肉をカツレツとして商品化した。ヒレカツはこの蓬莱屋を元祖とする説がある[12][13]。正確な創業年は1912年（大正元年）[14]、1914年（大正3年）[12]、1915年（大正4年）[15]、1917年（大正6年）と[16]、諸説がある。
- 関連料理としては、1918年（大正7年）に「カツカレー（河金丼）」と、明治から大正辺りに「カツ丼」が誕生。同1921年に、新宿の「王ろじ」が厚切りのロース肉を揚げ、食べやすく切り分けた「とんかつ」[17][18]をはじめて売り出したという豚カツ発祥説のひとつがある[19][注釈 2]。
- 1923年（大正12年）の関東大震災後、洋食や中華料理の人気におされて人気が下降していた日本蕎麦屋が、起死回生策としてカツ丼やカレーライスを扱いはじめたところ、気安く食べられる「蕎麦屋の洋食」として大人気となった[20]。
- 1929年（昭和4年）、御徒町の洋食店「ポンチ軒」[21]が「とんかつ」を発売[22][23]。ポンチ軒の店主は、飯島和七であった。[24][21][25]カツを包丁で切り分け、茶碗飯と漬け物と味噌汁で食べさせるという和定食のスタイルで提供し、評判となった。2.5 - 3センチメートルという厚切りの豚肉に十分に火を通す加熱調理法を考案した同店のコック島田信二郎を「とんかつの発明者」と呼ぶ者も多いが、彼は自分の料理を「とんかつ」と呼ばれることを嫌っていたともいう[注釈 3][26]。このスタイルの「とんかつ」は好評を博し、全国に広まった[27][28]。
- 1932年（昭和7年）には、上野や浅草に「楽天」・「喜田八」・「井泉」など「とんかつ専門」を標榜する店が次々と開店し、東京下町の繁華街で豚カツブームが起こった[29]。また同じ頃、須田町食堂やデパートの大食堂など、和洋中のすべてをあつかう大衆飲食店が人気となり、豚カツの普及に貢献した。一方、昭和恐慌の時期とも重なっており、安サラリーマンの贅沢は給料日に肉屋の店頭で買う一枚五銭の豚カツとも言われた[30]。
- 1958年には、とんかつチェーン「とんかつ和幸」の第一号店が開店。カツの衣を湿らさない工夫として金網を利用し、千切りキャベツや味噌汁をおかわり自由にした[31]。のちに同社の共同経営者が所有する別業態の店舗を同名のとんかつチェーンに転換（ロゴは異なる）。のちには、その企業の役員も独立して和幸を名乗るとんかつチェーンを設立、結果名称が類似するチェーン店が乱立する結果となり、訴訟沙汰にもなった（和幸も参照）。

### 家庭向け料理書における表記の変遷
岡田哲の調べによる
- 1872年（明治5年）- 仮名垣魯文著『西洋料理通』「豕の斬肉の製法」に「ホールクコツトレツ」があり、凡そ40gのバターを鍋中に入れ、余ったバラ肉と刻み葱を薄鳶色になるまで炒め揚げた後、別に用意した汁、調味料等を入れしばらく煮るという、現代におけるポークソテーにあたる調理が紹介されている[33]。
- 1895年（明治28年）- バターで炒め焼きするカツレツのレシピが載る。
- 1904年（明治37年） - 豚の薄切り肉を使用した「豚の肉フライ」のレシピが載る。リンゴソースをかけて食べる。
- 1910年（明治43年） - 「魚の切身位」の厚さの「豚肉のカツレツ」のレシピが載る。三杯酢をかけて食べる。
- 1915年（大正4年） - 二分（約0.6センチメートル）の厚さの「ポークカツレツ」のレシピが載る。橙をかけて食べる。
- 1922年（大正11年） - 「牛肉のカツレツ」のレシピの中で、刻みキャベツと、ウスターソースの文字が初めて登場する。
- 1926年（大正15年） - 「ポークカツレツ」のレシピの中で、キャベツの千切りを添えるとある。
- 1930年（昭和5年）- 「豚肉カツレツ」のレシピが登場。
- 1942年（昭和17年） - 「ポークカツレツ」（「とんかつ」と併記された）のレシピが登場。
- 1959年（昭和34年）- 「豚（とん）カツ」の表記が登場。以後しばらくこの表記が主流となる。肉の厚さは1 - 1.5センチメートルとなり、少量の油で炒め揚げる手法は廃れる。
- 1974年（昭和49年） - このころから「とんカツ」の表記が広まっている。

## 関連料理

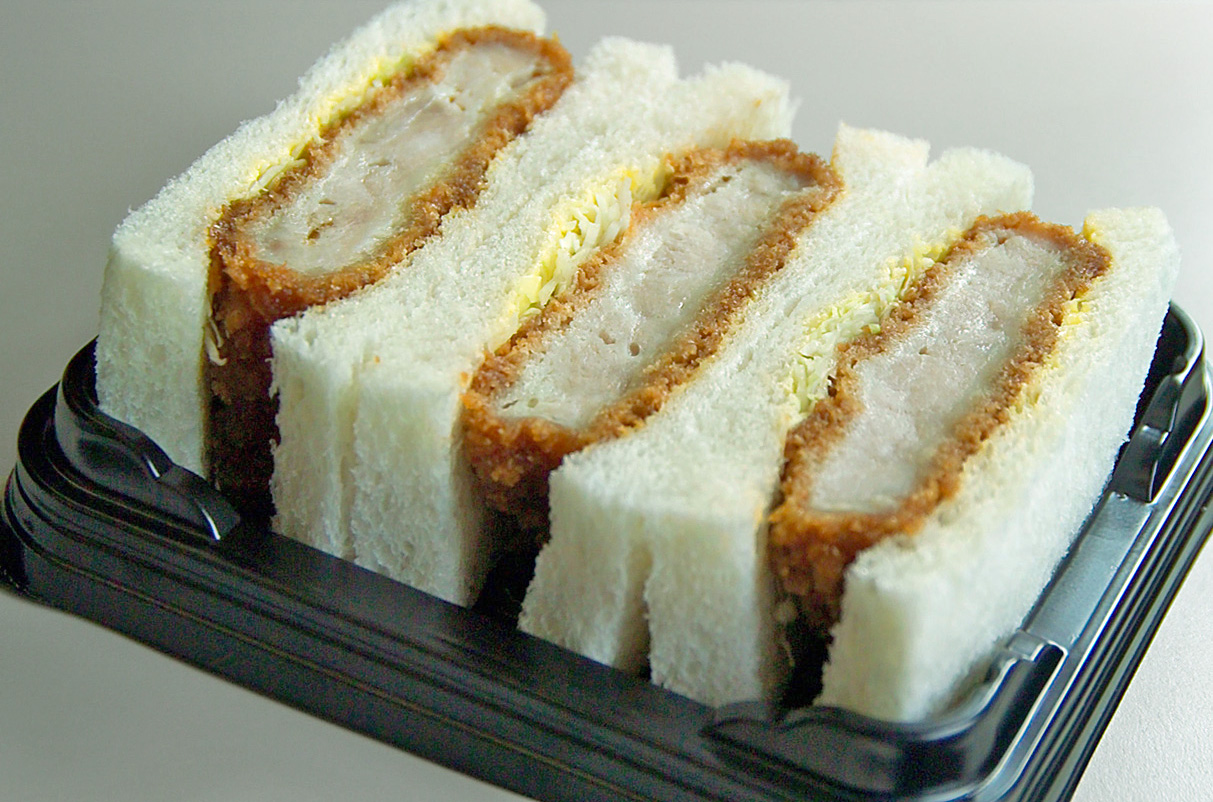
カツサンド

豚カツは、さらに調理されて別の料理となったり、他の料理と組み合わせて供せられる。
- カツカレー - カレーライスと豚カツを組み合わせた料理。
- カツ丼 - 豚カツとタマネギをタレで煮て鶏卵でとじたものを丼飯に載せた料理。卵とじにせず豚カツをソースにつけて丼飯の上に載せたものは一般にソースカツ丼と呼ぶ。
- カツサンド - 豚カツをウスターソース等で味付けし、サンドイッチの具としたもの。
- 豚カツ茶漬け - ご飯の上に豚カツや野菜、薬味などを乗せてお茶や出汁などをかけた料理。飲食店によっては最初に豚カツを出し、その余りを茶漬けにして提供する場合もある。
- 一口カツ - 一口で食べられるような小さく切った素材を使ったもの。軽食として食べられるようにこれを串に刺す場合と、素材を串に刺してから提供する串カツもあり、これは豚カツ専門店以外に軽食店や露店でも供されている。
- 焼きカツ - 原型となったカツレツに近いもので、油で揚げずに、フライパンや鉄板、オーブンで焼いた豚カツ。ステーキなどのように、熱した鉄板に乗せて供される場合もある。
近年では脂肪の摂取を控えることを目的として、油で揚げず、少量の油を用いて電子レンジで「焼いた」豚カツのレシピも登場している。
- 変わりカツ - 肉の中にチーズやニンニクなど様々な具を詰めた「はさみカツ」、薄切り肉を用いた「紙カツ」、同じく薄切り肉を重ね合せた「ミルフィーユカツ」などがある。また、とんかつとして仕上げる前に、肉を下ごしらえ（角煮風に煮込む、など）して、加工した物を揚げる場合もある。
- 豚カツ弁当 - 豚カツを主品とする弁当である。内容は、ご飯、タレやウスターソース付の豚カツ（煮カツの場合もある）、繊切りの生キャベツや漬物などの付け合せで構成される。豚カツを含めたフライ類は揚げたての衣の食感も味の要素としてあることから、駅そば屋など駅構内における給食設備や特急列車・急行列車に連結されていた食堂車でも豚カツが供されることがあったが、豚カツ弁当が駅弁として供されるケースも決して少ないとは言えない[34]。またテイクアウトのできる弁当屋やコンビニエンスストアでも、主力商品として常時メニューにおさまっている。
- 焼きカツ丼‐　卵でとじないカツ丼。ご飯の上に焼いた卵がのせられその上に揚げたてのカツが盛り付けされる。ソースではなく甘辛いタレで仕上げることが多い。令和のカツ丼とも言われている。発祥は東京の門前仲町。

地方料理も多く、かつめし、エスカロップ、味噌カツ、トンカツラーメン、トルコライス、ボルガライス、タレカツなど、また地元のブランド豚を使用するなど町おこしの一環としても利用されている。

## トンカツの日
- 日本記念日協会は、10月1日を「トンカツの日」に認定している。冷凍食品メーカーの「味のちぬや」が提唱したもので、「スポーツの秋にトンカツを食べて元気になり、勝負に勝つ（カツ）」ことと、トンを10、カツを1（=1番）に見立てて決めたものである。

またこれとは別に、東京都食肉事業協同組合が10月10日を「とんかつの日」と決め、特別セールを行なっている。